# Ranunculus insignis
Жовтець видатний (Ranunculus insignis) — вид рослин родини Жовтецеві.

## Назва
В англійській мові має назву «корікорі» (англ. korikori), «волохатий альпійський жовтець» англ. hairy alpine buttercup.

## Будова
Стебло висотою 10-90 см. Темні шкіряні овальні чи серцеподібні прикореневі листки 15 см завширшки з опушеними краями. Кожне стебло породжує численні жовті квіти 5 см завширшки з 5-7 пелюстками. Листя легко розпізнати навіть, коли рослина не цвіте.

## Поширення та середовище існування
Зростає у тіньових місцях в Новій Зеландії.

## Галерея

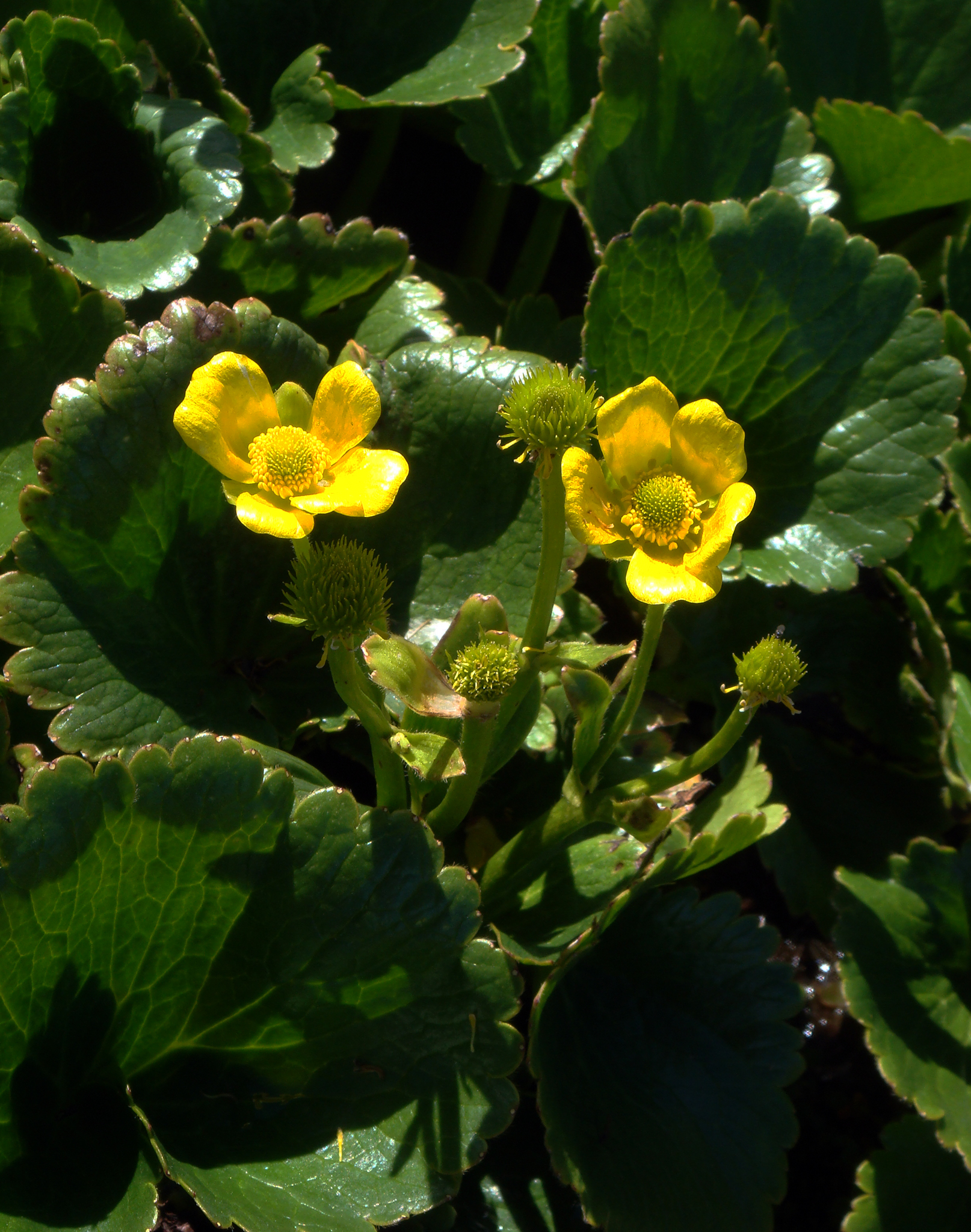
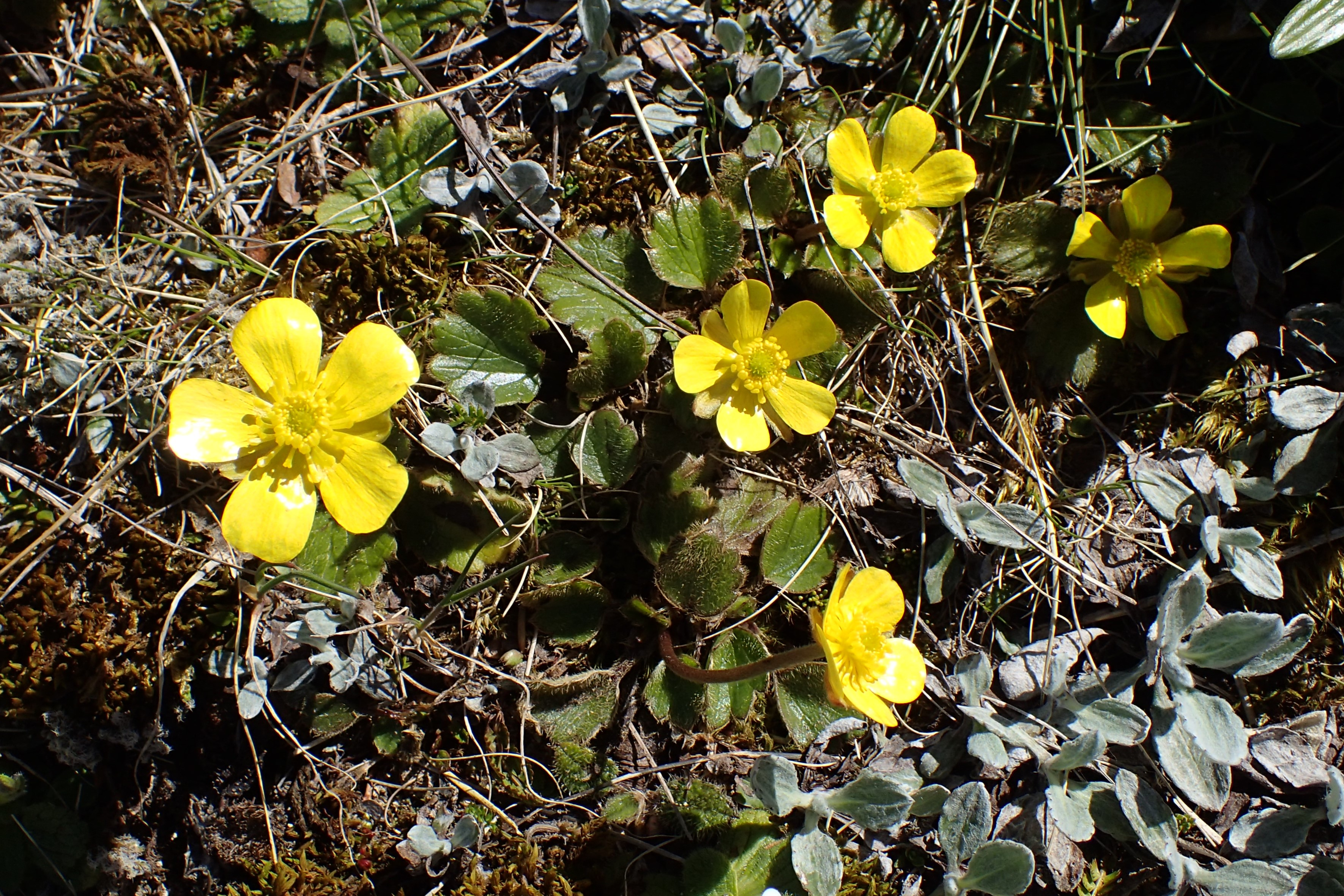
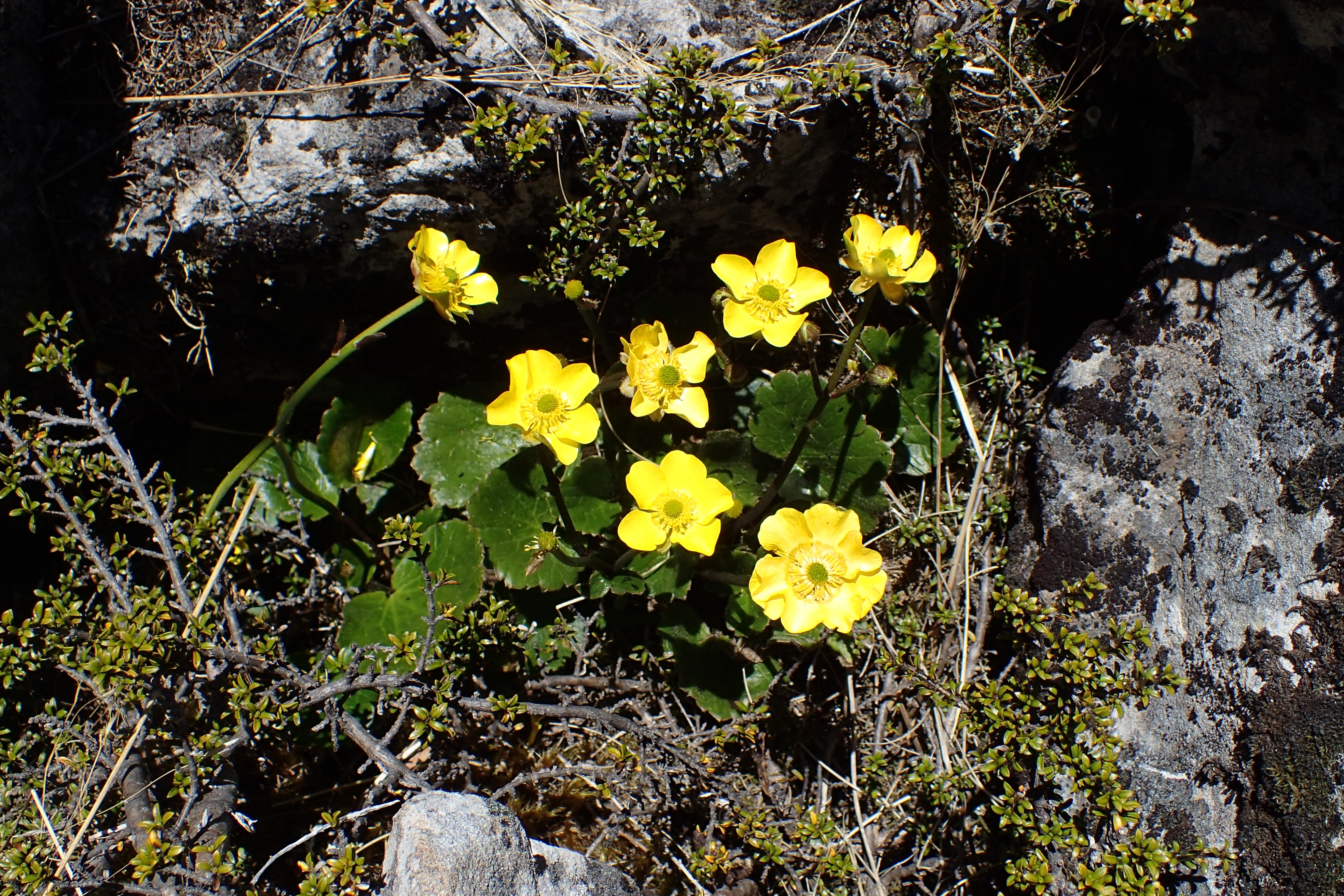